# 生田幸士
生田 幸士（いくた こうじ、1953年 - ）は、日本の工学者。東京大学名誉教授。名古屋大学名誉教授。大阪大学栄誉教授。
森政弘に憧れ東京工業大学を目指したが叶わず、大阪府立住吉高等学校卒業後、1年間の大学受験浪人生活を経て、1977年、大阪大学工学部金属材料工学科卒業。1979年、大阪大学基礎工学部生物工学科卒業。1981年、同大学院博士前期課程修了。1987年、東京工業大学大学院理工学研究科博士後期課程制御工学専攻修了（工学博士）。論文の題は「形状記憶合金を用いたサーボアクチュエータの研究 」。森政弘に師事。
1987年カリフォルニア大学サンタバーバラ校ロボットシステムセンター主任研究員。1989年東京大学工学部計数工学科専任講師。1990年九州工業大学情報工学部機械システム工学科助教授。1994年名古屋大学大学院工学研究科マイクロナノシステム工学専攻生体医用マイクロマシン講座教授。2010年4月より東京大学先端科学技術研究センター教授。同年紫綬褒章受章。2019年東京大学名誉教授、名古屋大学名誉教授、大阪大学特任教授、大阪大学栄誉教授。2021年立命館大学総合科学技術研究機構教授、ファジィシステム研究所研究部特別研究員、大阪大学大学院医学系研究科招へい教授。文部科学大臣賞、IEEEロボティクス部門30年間で最も影響を与えた論文賞、市村学術賞、グッドデザイン賞など受賞多数。